# جاك بومان
جاك بومان هو سياسي أمريكي، ولد في 4 يوليو 1932 في كينغستون في الولايات المتحدة. انتخب عضو مجلس نواب تينيسي ‏.